# Eranthis stellata
Eranthis stellata är en ranunkelväxtart som beskrevs av Carl Maximowicz. Eranthis stellata ingår i släktet vintergäckar, och familjen ranunkelväxter. Inga underarter finns listade i Catalogue of Life.